# Richard Coffey
Richard Lee Coffey, född 2 september 1965 i Aurora i North Carolina, är en amerikansk före detta professionell basketspelare (SF) som tillbringade en säsong (1990–1991) i den nordamerikanska basketligan National Basketball Association (NBA), där han spelade för Minnesota Timberwolves.
Under sin NBA-karriär gjorde Coffey 68 poäng (1,3 poäng per match), tre assists samt 79 rebounds, räddningar från att bollen ska hamna i nätkorgen, på 52 grundspelsmatcher.
Han spelade också som proffs i Japan, Spanien, Turkiet och USA.
Coffey blev aldrig NBA-draftad.
Innan han blev proffs studerade Coffey vid University of Minnesota och spelade för deras idrottsförening Minnesota Golden Gophers. Dessförinnan tjänstgjorde han i USA:s armé som fallskärmsjägare för 82nd Airborne Division.
Efter den aktiva spelarkarriären arbetar Coffey inom näringslivet i Minneapolis-Saint Paul och är också föreläsare.
Han är far till Amir Coffey.